# Kasteel van Kervyn de Meerendré
Het Kasteel van Kervyn de Meerendré is een kasteel in de tot de Oost-Vlaamse gemeente Deinze behorende plaats Merendree, gelegen aan de Veldestraat 48.

## Geschiedenis
De behuysde stede en brouwerije die hier eens lag verdween omstreeks 1680-1685. Het kasteel werd eind 17e eeuw gebouwd als lusthuis in opdracht van Louis Vanden Hecke. Van 1773-1783 was het eigendom van Louis Bernardus Vanden Hecke van Lembeke, welke het liet verbouwen. In 1783 kwam het aan een tak van de familie Kervyn, namelijk aan J.B. Kervyn van Lettenhove. Deze liet het park in Engelse landschapsstijl aanleggen. Er was een vijvertje met twee eilandjes en een Grieks tempeltje. In 1809 kwam het goed aan C. Kervyn-de Kerchove d'Exaerde en in 1852 aan Paul Kervyn de Meerendré die het kasteel liet verfraaien naar een ontwerp van architect Théophile Bureau. Tot in de jaren '80 van de 20e eeuw bleef het in bezit van de familie, daarna werd het verkocht.

## Gebouw
Het betreft een kasteel in neoclassicistische stijl. Boven de ingang bevindt zich een driehoekig fronton met daarin een oculus dat een uurwerk bevat. Het interieur heeft in de koepel een trompe-l'oeil schildering op doek. In de voormalige keuken is een schouw van 1670, wellicht van hergebruikt materiaal.
Op het domein vindt men nog enkele gebouwen, zoals een wagenhuis en een schuur. Ook is er een oranjerie.